# 长毛风毛菊
长毛风毛菊（学名：Saussurea hieracioides）为菊科风毛菊属的植物。分布于锡金、尼泊尔以及中国大陆的西藏、湖北、甘肃、四川、云南、青海等地，生长于海拔4,450米至5,200米的地区，一般生长在高山碎石土坡以及高山草坡，目前尚未由人工引种栽培。

## 异名
- Saussurea superba Anthony
- Saussurea superba Anthony f. pygmaea Anthony